# كرايغ هيب
كرايغ هيب (بالإنجليزية: Craig Heap) هو لاعب جمباز فني بريطاني، ولد في 10 يوليو 1973 في بيرنلي في المملكة المتحدة.

## وصلات خارجية
- كرايغ هيب على موقع الاتحاد الدولي للجمباز (licence) (الإنجليزية)
- كرايغ هيب على موقع الاتحاد الدولي للجمباز (biography) (الإنجليزية)
- كرايغ هيب على موقع اللجنة الأولمبية الدولية (الإنجليزية)
- كرايغ هيب على موقع أوليمبيديا (الإنجليزية)
- كرايغ هيب على موقع اتحاد ألعاب الكومنولث (مؤرشف) (الإنجليزية)